# Lennert Van Eetvelt
Lennert Van Eetvelt (* 17. července 2001) je belgický profesionální silniční cyklista jezdící za UCI ProTeam Lotto–Dstny.

## Hlavní výsledky
2019
vítěz GP de Villequier–Aumont Trophée
2. místo Ster der Vlaamse Ardennen
Aubel–Thimister–Stavelot
3. místo celkově
 vítěz vrchařské soutěže
3. místo Melsele
4. místo Grote Prijs De Kroon
Tour du Pays de Vaud
5. místo celkově
5. místo Grote Prijs Continental Banden
6. místo Course de Côte Herbeumont
Course de la Paix Juniors
8. místo celkově
2020
5. místo Memorial Igor Decraene
2021
Národní šampionát
 vítěz časovky do 23 let
3. místo silniční závod do 23 let
2. místo Vresse sur Semois
3. místo GP Jules van Hevel
Mistrovství Evropy
5. místo silniční závod do 23 let
9. místo časovka do 23 let
5. místo Lutych–Bastogne–Lutych Espoirs
Tour Alsace
8. místo celkově
2022
Grand Prix Jeseníky
 celkový vítěz
vítěz 2. etapy
vítěz La Get Up Cup
Giro Ciclistico d'Italia
2. místo celkově
vítěz 6. etapy
Tour Alsace
2. místo celkově
2. místo Lutych–Bastogne–Lutych Espoirs
2. místo Flèche Ardennaise
Národní šampionát
3. místo časovka do 23 let
Tour de Normandie
6. místo celkově
8. místo Grand Prix Color Code
2023
Alpes Isère Tour
 celkový vítěz
 vítěz bodovací soutěže
 vítěz soutěže mladých jezdců
vítěz etap 4 a 5
Sibiu Cycling Tour
2. místo celkově
 vítěz soutěže mladých jezdců
vítěz 2. etapy
2. místo Trofeo Serra de Tramuntana
3. místo Mercan'Tour Classic
3. místo Trofeo Andratx–Mirador d'Es Colomer
2024
vítěz Trofeo Serra de Tramuntana
8. místo Trofeo Pollença – Port d'Andratx

### Výsledky na Grand Tours
| Grand Tour      | 2023 | 2024 |
| --------------- | ---- | ---- |
| Giro d'Italia   | —    | —    |
| Tour de France  | —    | —    |
| Vuelta a España | 32   | DNF  |

| —   | Nezúčastnil se |
| DNF | Nedokončil     |